# Голубино (Брянская область)
Голубино — деревня в Карачевском районе Брянской области, в составе Вельяминовского сельского поселения. 
 Расположен в 1,5 км к западу от села Вельяминова. Население — 42 человека (2010).

## История
Возник в 1920-х годах; входил в состав Вельяминовского сельсовета (с 2005 — сельского поселения).
| Годы      | 1979 | 1989 | 2002 | 2010 |
| --------- | ---- | ---- | ---- | ---- |
| Население | 116  | 72   | 51   | 42   |